# Борнамбиск
Борнамбиск (фр. Bornambusc) насеље је и општина у северној Француској у региону Горња Нормандија, у департману Приморска Сена која припада префектури Авр.
По подацима из 2011. године у општини је живело 287 становника, а густина насељености је износила 69,83 становника/km². Општина се простире на површини од 4,11 km². Налази се на средњој надморској висини од 120 метара (максималној 137 m, а минималној 103 m).

## Демографија
| 1962. | 1968. | 1975. | 1982. | 1990. | 1999. | 2011. |
| ----- | ----- | ----- | ----- | ----- | ----- | ----- |
| 179   | 183   | 191   | 218   | 231   | 241   | 287   |

График промене броја становника у току последњих година